# شهرستان پالک (میزوری)
شهرستان پالک، میزوری (به انگلیسی: Polk County, Missouri) یک سکونتگاه مسکونی در ایالات متحده آمریکا است که در میزوری واقع شده‌است.